# Karel Jaroš (odbojář)
Karel Jaroš (29. ledna 1899 Strakonice – 18. prosince 1942 Berlín, ve věznici Plötzensee) byl český policejní úředník, který se po okupaci Československa v roce 1939 zapojil do odbojové činnosti. Byl zatčen, odsouzen k trestu smrti a sťat v berlínské věznici Plötzensee.

## Život
Po ukončení studia na právnické fakultě vstoupil do policejní služby. V roce 1924 nastoupil na policejní ředitelství v Košicích. Následně byl přeložen do Bratislavy, kde se stal vedoucím státně-bezpečnostního oddělení. Pak putoval do Prahy, kde převzal vedení jednoho z referátů Zpravodajské ústředny. V roce 1936 byl pověřen vedením státně-bezpečnostního oddělení na policejním ředitelství v Liberci. 
Po okupaci Československa byl v prosinci 1939 jmenován zástupcem policejního ředitele v Praze-Karlíně. Již v září 1939 byl kontaktován zakladateli Obrany Národa, kteří jej získali ke spolupráci. Spolupracoval přímo s pplk. Josefem Balabánem a št. kpt. Václavem Morávkem. 
3. května 1940 byl Karel Jaroš předvolán k výslechu na Gestapo. Předvoláván a vyslýchán byl často kvůli své činnosti v Liberci, ale tentokrát měl zlé tušení, proto před odchodem instruoval své spolupracovníky, co je nutno učinit, pokud se nevrátí v určený čas. Po příchodu na Gestapo byl zatčen. 
Během vyšetřování vyšlo najevo, že řídil skupinu, které se podařilo dvěma nezávislými kanály infiltrovat pražskou služebnu Gestapa a získané informace předávali odboji. Rovněž bylo zjištěno, že pro potřeby Obrany Národa jeho skupina opatřovala nevyplněné a orazítkované osobní průkazy. 
Zjištěný rozsah činnosti nakonec vedl k tomu, že se skupinou Lidový soudní dvůr v Berlíně zabýval v samostatném procesu. Bylo souzeno 24 osob a rozsudek byl vynesen 11. června 1942; 9 osob bylo odsouzeno k trestu smrti, zbývajících 15 skončilo v koncentračních táborech, kde jich 6 zahynulo. 
Rozsudek byl vykonán 18. prosince 1942, kdy byli sťati policejní rada JUDr. Karel Jaroš, policejní kancelářský pomocník Josef Blažek, vrchní policejní sekretář Karel Habán, vrchní ministerský komisař Ivan Křiklava, sekční rada Jiří Sedmík, zubní lékař Oldřich Hlaváč, editor Hugo Vávra, stenotypistka Luise Reichmannová. 22. prosince 1942 pak byl popraven policejní inspektor František Švabík.

## Po válce
- 26. září 2022 byl v Liberci otevřen park Dr. Karla Jaroše, ve kterém je umístěn památník věnovaný příslušníkům bezpečnostních sborů zemřelých ve službě.[2]
- Dne 8. května 2025 byl in memoriam vyznamenán Zlatou lípou ministra obrany České republiky.[3]